# Кузнецово (Кур'їнський район)
Кузнецо́во (рос. Кузнецово) — село у складі Кур'їнського району Алтайського краю, Росія. Адміністративний центр та єдиний населений пункт Кузнецовської сільської ради.

## Населення
Населення — 608 осіб (2010; 727 у 2002).
Національний склад (станом на 2002 рік):
- росіяни — 89 %